# Adrian Pulis
Adrian Pulis (* 30. März 1979 in Żabbar) ist ein maltesischer Fußballspieler.
Pulis begann seine Karriere um unterklassigen Verein St. Patrick FC aus Żabbar. Nach zwei erfolgreichen Jahren als Stammspieler ging er im Sommer 2000 zu Hibernians Paola, wo er bis 2013 spielte.
Für die Nationalmannschaft Maltas bestritt Pulis 2005 zwei Länderspiele.

## Erfolge
Hibernians Paola
- 2001/02, 2008/09 Meister Maltese Premier League
- 2005/06, 2006/07, 2011/12, 2012/13 Pokalsieger Maltesischer Fußballpokal